# Les Bizots
Les Bizots är en kommun i departementet Saône-et-Loire i regionen Bourgogne-Franche-Comté i östra Frankrike. Kommunen ligger i kantonen Montcenis som tillhör arrondissementet Autun. År 2022 hade Les Bizots 473 invånare.

## Befolkningsutveckling
Antalet invånare i kommunen Les Bizots
| Referens: INSEE |